# تشارلز ديلون بيرين
تشارلز ديلون بيرين (بالإنجليزية: Charles Dillon Perrine)‏ (28 يوليو 1867 - 21 يونيو 1951) هو عالم فلك أرجنتيني ولد في ولاية أوهايو الأمريكية، عمل في مرصد ليك من عام 1893 حتى العام 1909 للميلاد. ومن ثم أصبح مدير المرصد الوطني الأرجنتيني  في الأرجنتين من عام 1909 حتى العام 1936 للميلاد.

## إنجازاته
- في عام 1901، لاحظ وصانع التليسكوبات جورج ريتشي حركة مفرطة اللمعية غامضة تحيط بالمستعر (نوفا) بيرسي 1901.
- قام باكتشاف اثنين من أقمار كوكب المشتري، المعروفة اليوم باسم هيمالايا (في 1904) وإلارا (في 1905). وقد تم تسميتهم وقتها ببساطة بأسماء «جوبيتر السادس» و «جوبيتر السابع» ولم يتم إعطاءهم أسماءهم الحالية حتى عام 1975.
- شارك في اكتشاف المذنب الضائع 18D/Perrine-Mrkos مذنبات أخرى عديدة. أنتونين مركوس أسمى في وقت لاحق الكويكب 6779 برين نسبة إليه.
- قام بتطوير دراسة الفيزياء الفلكية في الأرجنتين وحض على بناء تلسكوب كبير (التلسكوب أليغري بوسكي)، ولكنه لم يكتمل حتى العام 1942 (وقد تقاعد هو في عام 1936). وبقي في الأرجنتين بعد التقاعد، وتوفي هناك.

## وصلات خارجية
- تشارلز ديلون بيرين على موقع الموسوعة البريطانية (الإنجليزية)

### نعي
- MNRAS 112 (1952) 273
- Nature 168 (1951) 409
- Popular Astronomy 59 (1951) 388
- PASP 63 (1951) 259